# 徐四民
徐四民，大紫荊勳賢（1914年7月3日—2007年9月9日），籍貫福建廈門，緬甸華人報人、商人，緬甸《新仰光報》和香港《鏡報》月刊創辦人。早年於緬甸組織反日活動，支援中國抗日戰爭。他後來支持中華人民共和國建國，並且歷任全國政協委員、全國人大代表，以及全國政協常务委员等職。
徐四民是香港親共人士，在香港左派陣營中地位不淺，向來以言論大膽著稱，故得「徐大炮」之名。他晚年曾連番發表激烈言論，引起很大爭議。

## 生平

### 早年生涯
徐四民在1914年7月3日生於英屬緬甸仰光。父親徐贊周早年是中國同盟會會員，並曾經籌集資金支援辛亥革命，後來則轉為在緬甸經商與辦報，至於母親為陳蕙。徐四民13歲入讀檳城鐘靈中學，三年內先後轉到緬甸華僑中學、廈門大學高中部就讀，1936年以同等學歷（高中）考進廈門大學文科部選讀生，至1937年盧溝橋事變時綴學返回仰光，並成為反日團體全緬甸抵制日本總會之總幹事，發動民眾罷買日貨、打擊漢奸，以及積極運送物資到內地資援。1942年3月，日軍攻佔仰光，徐四民逃難至到緬北接壤中國邊境生活。
在第二次世界大戰結束後，徐四民在1945年7月2日回到仰光，同月被邀請在仰光創辦《新仰光報》，任該報總經理，其立場支持延安的中國共產黨，並抗衡當時國民黨在當地的機關報《國民日報》。此外，徐四民在戰後還成為了緬甸最具影響力的華商之一，曾在1946年擔任緬甸華商商會總幹事、副會長和會長等職。

### 政治生涯
徐四民遂召集部份華商於中華人民共和國成立翌日在仰光掛起中華人民共和國國旗，以示對新政權的支持。之前的同年6月獲邀回國，以「愛國僑領」的身份擔任第一屆全國政協委員，至1954年改任第一屆全國人大代表。9月，他出席第一届全国人大第一次会议讨论宪法草案，期间并发言。
在1964年7月，由於緬甸軍政府以「國有化」為理由，將其在緬甸的產業沒收，徐四民遂全家移居北京，並且出任中央華僑事務委員會委員。然而，自1966年文化大革命爆發後，徐四民因為其緬甸華僑身分，遭到紅衛兵的批鬥整肅並抄家，最後於1976年9月成功申請單程證避居香港。
居港後徐於1977年創立支持左派立場的《鏡報》月刊，並且自任總編輯。後來又在1978年成立鏡報文化企業有限公司，同時自任為董事長。與此同時，文化大革命在1976年完結以後，中共立意重新恢復全國政協，徐四民遂在1978年獲任命為第五屆港區全國政協委員，此後在第六和第七屆全國政協得到連任。在1993年，他進而出任第八及第九屆全國政協常務委員，至2003年因年事已高而退任。
另一方面，徐四民自1982年至1997年亦曾被中方委任為港事顧問、香港特區籌委會預備委員會委員、香港特區籌委會委員、全國人大香港特區人民代表選舉委員會委員和香港特區第一屆政府推選委員會委員。在1997年7月1日特區成立日，為表彰其對中方與主權移交的貢獻，獲時任行政長官董建華頒贈大紫荊勳章，成為勳章的首批得主之一。

### 「徐大炮」言論
徐四民素以敢言和言辭辛辣著稱，故得「徐大炮」的稱號。早於1989年六四事件發生後，徐四民曾經大膽表示中共鎮壓學生民主運動是錯誤做法，他後來認為其直率言論「得罪」不少中央人士。在1990年代，香港正值「過渡期」的時候，徐四民又曾表示以中國人的立場說話，但在主權移交以後，就會「以香港人的立場說話」。惟立法會議員湯家驊卻認為，徐四民終其一生也沒有履行到諾言。
自香港特別行政區政府成立以後，徐四民仍不時發表激烈言論。
1998年3月4日，他在北京出席全國政協會議期間，批評香港電台電視部製作的時事政治諷刺性節目《頭條新聞》為「陰陽怪氣」，並指該節目以政府公帑之金錢大罵政府，而且「第一罵中國，第二罵董建華」，具政治目的。1999年，徐四民接受了《頭條新聞》的訪問，其中他表示：
全世界沒有一個政府電台跟政府政策對立的……政府政策如果沒有人幫忙宣傳，就一定不會成功。
徐四民的言論引起香港社會的極大關注，而本地不少民間團體更擔心「中央干預香港事務」、「香港電台編輯獨立自主受到影響」和「言論自由被收緊」等等。至於徐四民的言論發表後不久，容許在香港電台解釋特殊兩國論的廣播處長張敏儀就在1999年10月被外調日本，而《頭條新聞》亦在2000年被停播7個月。
在2001年3月3日，徐四民在北京出席全國政協會議時又再發表驚人言論，指責香港行政長官董建華在處理法輪功一事上「太軟弱」和「婆婆媽媽」。徐四民更揚言，如果情況沒有改善，他將會以《鏡報》名義上書中央，要求「罷免董建華」。後來據中央消息人士透露，時任中共中央總書記江澤民對徐四民的言論深表不滿，認為他打亂了中央在香港的部署，結果江澤民曾召徐四民到中南海加以「訓示」。
2006年9月，香港多個團體獲邀訪北京，當被問及政務司司長陳方安生會否被邀，徐四民斷言陳方安生「經常掛住鬧」（意指「只愛吵嚷」），沒有可能上京。另外，他又直言陳方安生不參選特首是因為「無着數先唔選」（意指「沒有利益而不參選」）；而梁家傑參選的原因則是「愛出風頭」。

### 晚年
自2003年退任全國政協常務委員後，徐四民已無再出任公職。晚年的徐四民曾表示願意為泛民主派人士爭取回鄉證；另外又去信中央，要求儘早釋放程翔。
2007年1月23日，徐四民把父親與自己珍藏關於上世紀緬甸華僑歷史的著作與手稿贈送予香港大學圖書館。在同年7月初，他最後一次公開露面，當時已經需以輪椅代步。8月，他因為膽管癌由香港養和醫院轉往瑪麗醫院留醫，9月9日晚上8時，因癌症引發腎衰竭在瑪麗醫院病逝，終年93歲。徐四民在9月18日安葬於深圳市大鵬灣華僑永遠墓園與亡妻合葬。

## 家庭
徐四民於1940年11月3日與「緬甸花生大王」郭老賣的女兒郭素蘭在仰光結婚，兩人育有2子3女，其中長子徐世英為《鏡報》月刊董事長，而三女徐新英亦為同一機構內任職，另外次子徐世和、長女徐季英、次女徐小英。郭素蘭在2003年8月逝世，享年82歲。

## 榮譽
- 大紫荊勳章（1997年7月1日）
- 世界傑出華人獎 （2003年）
- 美國摩利臣大學榮譽博士 （2003年）

## 著作
- 《國事港事話三年》，鏡報文化企業有限公司1996年初版，ISBN 9627315192
- 《諍友的話：徐四民〈鏡報〉文集》鏡報文化企業有限公司2003年初版，ISBN 9627315311
- 《老實話》，快報周刊有限公司2003年初版
- 《有話要說─徐四民評論集》香港商報出版社2003年初版，ISBN 9626160535
- 《徐四民言論集》鏡報文化企業有限公司1990年初版，ISBN 9627315087
- 《一個華僑的經歷─徐四民回憶錄》鏡報文化企業有限公司2000年11月修訂版，ISBN 9627315273

### 引用
1. 1 2 3  盧子健、何安達. . 天地圖書. 1994: 259.
2. ↑  张希坡著. . 北京：中共党史出版社. 2009.08: 657. ISBN 978-7-5098-0341-7.
3. ↑  徐四民癌病逝世 享年93歲 一向敢言 炮轟港台民主派，太陽報，2007年9月10日
4. ↑  香港“老愛國”徐四民病逝 （页面存档备份，存于），BBC中文網，2007年9月10日
5. ↑  徐四民：梁家傑參選為出風頭 （页面存档备份，存于），明報，2007年1月4日
6. ↑  董建華讚曾是特首最佳人選[永久]，大公網，2007年2月2日
7. ↑  香港大學圖書館徐四民先生贈緬華書籍儀式 （页面存档备份，存于），香港大學，2007年1月18日

## 外部連結
- 前政協常委徐四民昨晚病逝，大公報
- 香港「老愛國」徐四民病逝 （页面存档备份，存于），BBC
- 徐四民長子剛接掌《鏡報》 對接任表示誠惶誠恐 （页面存档备份，存于），中新社2007年9月9日